# Tasiocera taylori
Tasiocera taylori är en tvåvingeart som beskrevs av Alexander 1931. Tasiocera taylori ingår i släktet Tasiocera och familjen småharkrankar. Inga underarter finns listade i Catalogue of Life.